# WikiScanner
Вікісканер — це база даних, що відкрита для пошуку, вона функціонувала в період з 2002 по 2007 рік також вона пов'язувала мільйони анонімних людей, що редагували статті у Вікіпедії. WikiScanner був створений Вірджилом Гріффітом і випущений у 14 серпня 2007 року.
У своєму «ЧЗВ по WikiScanner» Гріффіт заявив, що переконаний, що WikiScanner допоможе зробити Вікіпедію більш надійною для спірних тем. Він також зазначив, що він ніколи не працював у Фонді Вікімедіа і що його робота на WikiScanner була «на 100 % некомерційною».
4 жовтня 2016 року Гріффіт зупинив роботу сканера, пояснивши це занадто дорогим хостингом.

## Проект
У базі даних нараховувалось більш ніж 34 417 493 записів про анонімні редагування (не зареєстрованих користувачів) між 7 лютого 2002 року та 4 серпня 2007 року.
WikiScanner працював тільки над анонімними редагуваннями, зчитуючи IP-адресу користувача, а не зареєстрованих користувачів. Він не розрізняє зміни, внесені авторизованими користувачами вікіпедії, або користувачами комп'ютерів публічного доступу, які, можливо, використовують мережу організації. При обговоренні редагувань, зроблених з комп'ютерів розташованих у Ватикані, Бі-Бі-Сі процитувало комп'ютерного експерта Кевіна Керрана: «важко визначити, чи ця людина була працівником, або вони злісно зламали систему Ватикану і підмінили IP-адреси».
WikiScanner ЧЗВ зазначив, що немає жодної гарантії, що редагування було зроблено авторизованим користувачем, а не зловмисником. Ймовірність таких вторгнень залежала від мережевої безпеки організації; а такі організації, як Ватиканська бібліотека, мають громадські термінали або мережі.

## Висвітлення та реакція у ЗМІ
21 серпня 2007 року сатирик Стівен Кольберт, який давно показує у своїй програмі «правдиву» Вікіпедію, також в його програмі присутне висміювання позиції творця WikiScanner Віргілія Гріффіта щодо анонімності у Вікіпедії, заявивши, що право редагувати та вирішувати, що правильно у Вікіпедії, а що ні, більш підходить корпораціям або уряду.
24 серпня 2007 року в австралійських друкованих та електронних засобах масової інформації були опубліковані анонімні зміни до Вікіпедії, співробітниками Австралійського департаменту прем'єр-міністра та Кабінету Міністрів з метою усунення потенційно шкідливих деталей з статей, що стосуються уряду. Інформація, знайдена за допомогою WikiScanner, показала понад 126 анонімних редагувань до статей про департамент, які мали суперечливу інформацію. Департамент відповів, що прем'єр-міністр Джон Говард не направляв своїх співробітників на зміну статей, а пізніше того ж дня начальник Департаменту сказав, що ніхто із його відділку чи кабінету прем'єр-міністра не робив ці зміни, це було зроблено іншим користувачем з таким самим постачальником послуг Інтернету (ISP). Wikiscanner також визначила, що співробітники Міністерства оборони Австралії (DoD) зробили понад 5 000 редагувань, що призвело до оголошення від Міністерства оборони про блокування персоналу оборони від редагування у Вікіпедії, у випадку, коли виправлення інтерпретувалися як офіційний коментар.